# 大因根特山

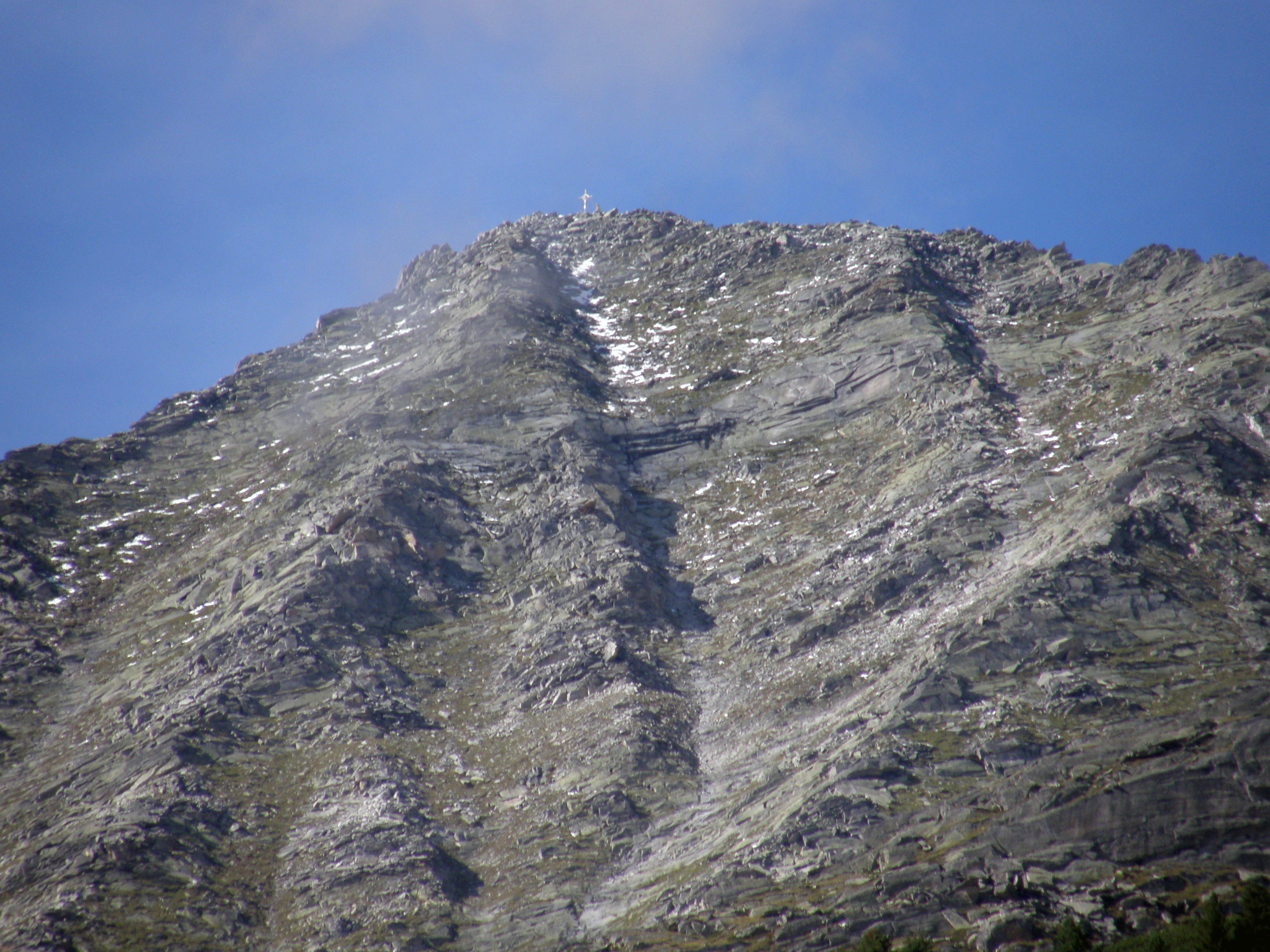

47°3′23″N 11°47′16″E / 47.05639°N 11.78778°E
大因根特山（德語：Großer Ingent），是奧地利的山峰，位於該國西部，由蒂羅爾州負責管轄，屬於齊勒塔爾阿爾卑斯山脈的一部分，海拔高度2,917米，每年平均降雨量1,579毫米。